# Arnaldo da Silva
Arnaldo da Silva (Arnaldo de Oliveira da Silva; * 26. März 1964 in Rio de Janeiro) ist ein ehemaliger brasilianischer Sprinter, dessen Spezialstrecke der 100-Meter-Lauf war.
Sein größter Erfolg war der Gewinn der olympischen Bronzemedaille mit der brasilianischen 4-mal-100-Meter-Staffel bei den Olympischen Sommerspielen 1996 in Atlanta. Gemeinsam mit Robson da Silva, Édson Ribeiro und André da Silva belegte er in 38,41 s den dritten Rang hinter den Mannschaften aus Kanada und den Vereinigten Staaten.
Da Silva ist 1,74 m groß und wiegt 71 kg.

## Bestzeiten
- Freiluft
  - 100 m: – 10,12 s (1988)
  - 200 m: – 21,03 s (1987)
- Halle
  - 60 m: – 6,78 s (1985)